# Gare de Lambel - Camors
La gare de Lambel - Camors est une gare ferroviaire française (fermée) de la ligne d'Auray à Pontivy dans le département du Morbihan en région Bretagne, située au village de Lambel sur le territoire de la commune de Camors.
C'est une halte lorsqu'elle est mise en service en 1899 par la Compagnie du chemin de fer de Paris à Orléans (PO). Le service des voyageurs est fermé en 1949 et celui des marchandises vers la fin du XXe siècle.
Le bâtiment voyageurs, d'abord racheté par la commune, est devenue une propriété privée gérée par une association créée pour sa valorisation et son animation culturelle et ferroviaire.

## Situation ferroviaire
Établie à 100 mètres d'altitude, la gare de Lambel - Camors est située au point kilométrique (PK) 604,630 de la ligne d'Auray à Pontivy, entre les gares de Pluvigner et de Baud.

## Histoire
La halte de Lambel - Camors est mise en service le 29 mai 1899 par la Compagnie du chemin de fer de Paris à Orléans (PO).
En 1912, la Compagnie du PO fournit au Conseil général un tableau des « recettes au départ » de ses gares du département, la gare de Lambel-Camors totalise 26 356 francs, ce qui la situe à la 23e place sur les 30 gares ou stations.
En 1913 un conseiller d'arrondissement, Boulaire, fait renouveler l'accord d'extension des voies de garage de la gare de Lambel - Camors (déjà adopté le 6 août 1912) « tout à fait insuffisantes par suite du transit important des bois de pins provenant de la forêt de Camors ».
Le 2 octobre 1949, le trafic des voyageurs est officiellement transféré sur la route ce qui entraine la fermeture de la gare à ce service.

## Service des voyageurs
Gare fermée, située sur une ligne fermée au trafic voyageurs.

## Patrimoine ferroviaire
Le bâtiment voyageurs a été racheté en 1999 par la commune. L'association ATA Lambel (Artistes et Trains Associés - Lambel) a pour objet l'animation de la gare ; son siège est situé dans la gare.
En 2010, l'association Parb'er (Espace Rail des Pays d'Auray Rohan Blavet) fait circuler épisodiquement un train touristique à raison de plusieurs allers ou allers/retours entre la gare d'Auray et la gare de Pontivy suivant un programme disponible sur le site de l'association. En 2025, le discours officiel a remplacé cette association par l'association des Chemins de Fer du Centre Bretagne qui a pris le relais de la première ; 
le « train touristique de la vallée du Blavet », aussi appelé « Napoléon Express », circule les mercredis et dimanches du 6 juillet au 10 septembre sur les 30 km entre Pontivy et Lambel-Camors, avec des haltes possibles à Saint-Nicolas-des-Eaux, Saint-Rivalain (commune de Saint-Barthélemy) ou Quistinic.

La gare en 2010
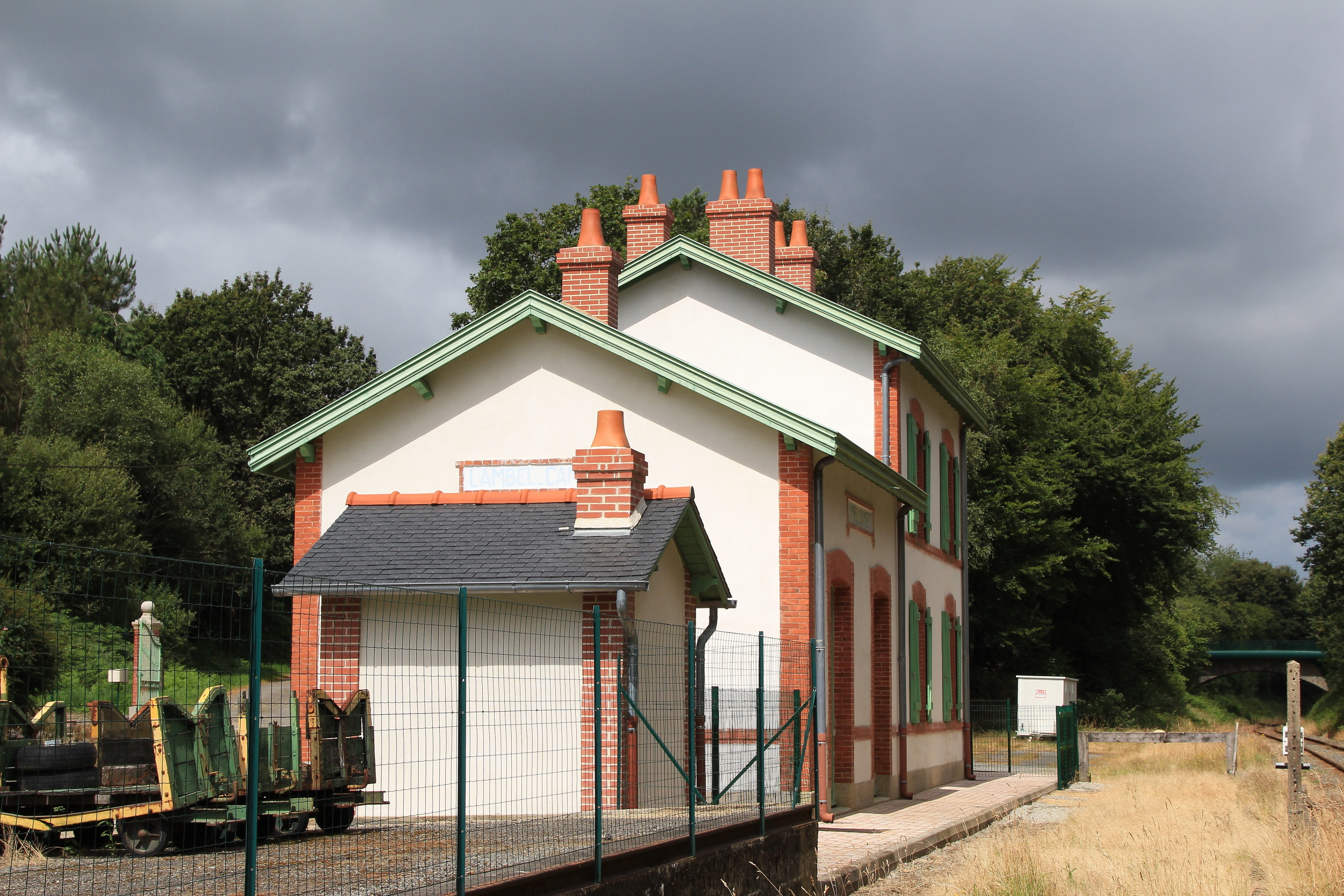
Bâtiment voyageurs.
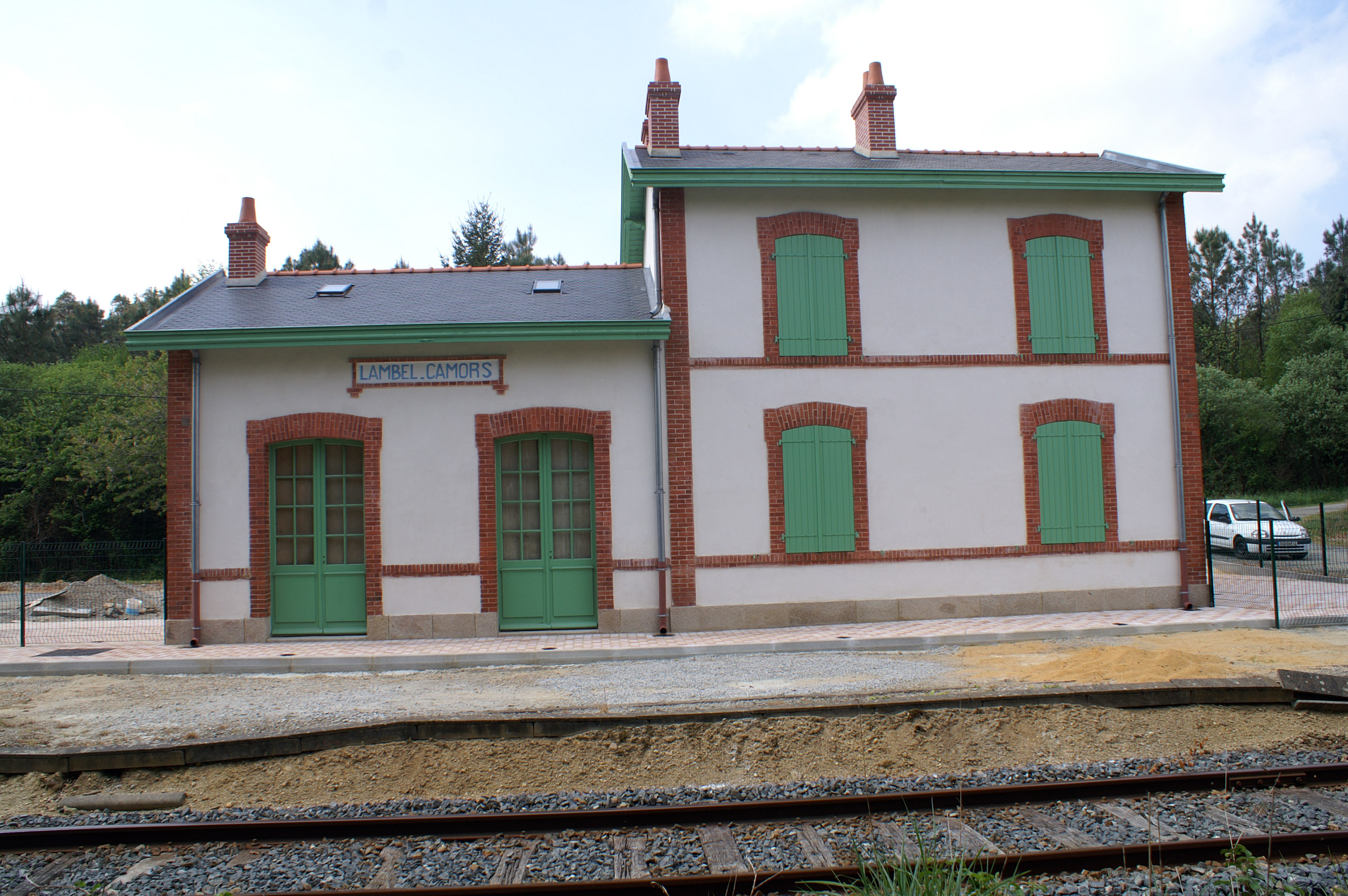
Le bâtiment voyageurs restauré.
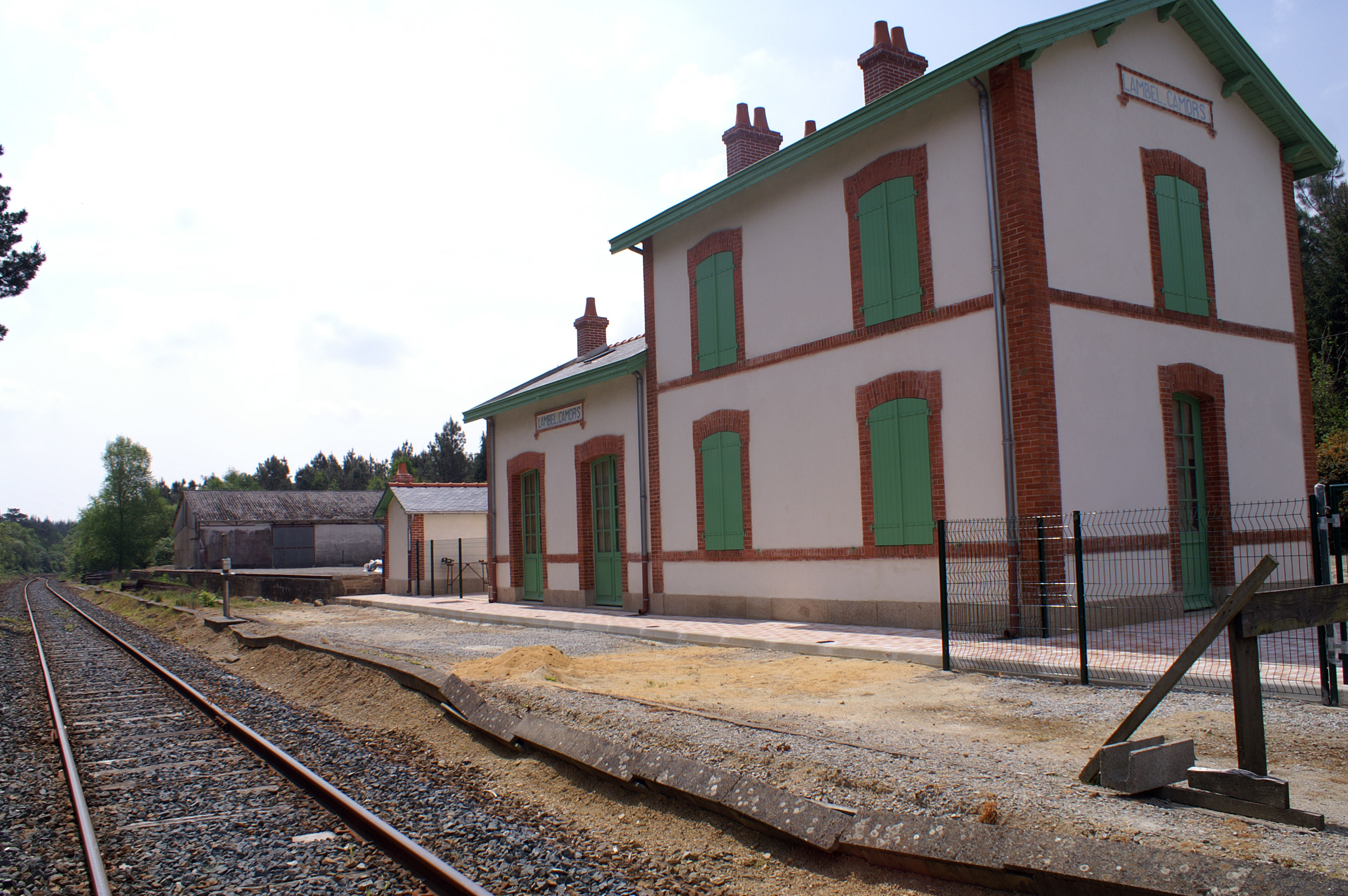
Vue en direction d'Auray.